# Aconitum soongaricum
Aconitum soongaricum là một loài thực vật có hoa trong họ Mao lương. Loài này được (Regel) Stapf mô tả khoa học đầu tiên năm 1905.

## Hình ảnh